# Сентеш, Тамаш
Тамаш Сентеш (венг. Szentes Tamás, род. 8 марта 1933, Дунакеси, Венгрия) — венгерский экономист, профессор, член Венгерской академии наук. Один из участников дебатов о зависимом развитии. Обладатель нескольких престижных премий.

## Биография
В 1943 году поступил в цистерианскую Гимназию имени Святого Имре (с 1949 года — Гимназия имени Аттилы Йожефа). В 1951 году поступил в Университет экономических наук имени Карла Маркса, который окончил в 1955 году, а в 1959 году получил научную степень.
Начал преподавать, а в 1962 году получил должность доцента в том же университете. В период с 1967 по 1971 годы работал в Танзании преподавателем и заведующим кафедры в Университете Дар-эс-Салама, одновременно (1965—1985) работал в Институте стран Азии и Африки ВАН, а в 1985—1989 гг. — в Институте мировой экономики ВАН. В 1974 году стал профессором.
Редактировал ряд национальных и международных журналов (Scandinavian Journal of Development Alternatives, Journal of Peace Research). В 1993 году избран членом-корреспондентом Венгерской академии наук, а в 1998 году стал её полным членом. В 1994 и 1996 годах — приглашённый профессор Калифорнийского университета в Лос-Анджелесе.

## Книги
- The Political Economy of Underdevelopment (1971, 1973, 1976, 1983, 1988)
- Az elmaradottság és fejlettség dialektikája a tőkés világgazdaságban (1976)
- Polgári és újbaloldali elméletek a tőkés világgazdaságban (1980)
- Theories of World Capitalist Economy (1985)
- The Transformation of the World Economy (1988)
- A kelet-európai átalakulás és a világgazdaság (1990)
- A világgazdaság és a nemzetközi gazdasági diplomácia időszerű kérdései (1992)
- A világgazdaságtan elméleti és módszertani alapjai (1995)
- Világgazdaságtan I. – Elméleti és módszertani alapok (2001)
- Globalizáció, regionális integrációk és nemzeti fejlődés korunk világgazdaságában (2002)
- World Economics I.: Comparative Theories and Methods of International and Development Economics (2002, 2005)
- World Economics II.: The Political Economy of Development, Globalisation and System Transformation (2003)
- Ki, mi és miért van válságban? A leegyszerűsítő nézetek és szemléletmód kritikája (2009)